# Jakob Högfors
Jakob Fredrik Högfors, född 6 februari 1859 i Högbo församling, Gävleborgs län, död 10 juli 1949 i Enskede församling, Stockholm, var en svensk präst. Han var morfar till Christina Schollin och Helena Brodin.

## Biografi
Jakob Högfors var son till hemmansägaren Hans Högfors och Anna Jönsdotter. Efter studier vid Fjellstedtska skolan blev han student vid Uppsala universitet 1884, avlade teologisk-filosofisk examen 1885 samt teoretisk teologisk examen, praktisk teologisk examen och prästvigdes 1887. Han blev komminister i Österlövsta församling 1888 med tillträde 1890, kyrkoherde i Tegelsmora församling 1892 med tillträde 1893, var kontraktsprost i Örbyhus kontrakt 1909–1913, assistent vid praktisk-teologiska institutet i Uppsala 1911–1913 och blev slutligen kyrkoherde i Gävle Heliga Trefaldighets församling 1913 med tillträde 1914 samt emeritus 1934.
Högfors är begravd på Gamla kyrkogården i Gävle.

## Utmärkelser
- Ledamot av Nordstjärneorden 1923.